# Kärlek & avund
Kärlek & avund (originaltitel: Passages) är en fransk dramafilm från 2023. Filmen är regisserad av Ira Sachs, som även skrivit manus tillsammans med Mauricio Zacharias.
Filmen hade världspremiär på Sundance Film Festival den 23 januari 2023. Den hade biopremiär i Sverige den 25 augusti samma år, utgiven av NonStop Entertainment.

## Handling
Filmen kretsar kring regissören Tomas (Franz Rogowski) som efter att hans senaste film spelats in träffar Agathe (Adèle Exarchopoulos) på slutfesten och de har sex. Han berättar detta för sin make och det blir början på ett triangeldrama.

## Rollista (i urval)
- Franz Rogowski – Tomas
- Ben Whishaw – Martin
- Adèle Exarchopoulos – Agathe
- Erwan Kepoa Falé – Ahmad
- Olivier Rabourdin
- Caroline Chaniolleau